# Bahnhof Kapsweyer
Der Bahnhof Kapsweyer ist der Bahnhalt der rheinland-pfälzischen Ortsgemeinde Kapsweyer. Er verfügt über ein Bahnsteiggleis. Er liegt im Verbundgebiet des Verkehrsverbundes Rhein-Neckar (VRN). Er wurde Mitte der 1870er Jahre eröffnet. 1975 endete der Personenverkehr zunächst. Um 1990 kam der Güterverkehr zum Erliegen. 1997 folgte die Reaktivierung des Personenverkehrs; damit einhergehend wurde die Betriebsstelle zum Haltepunkt zurückgebaut.

## Lage
Der Haltepunkt befindet sich am südlichen Ortsrand von Kapsweyer.

## Geschichte

### Erste Jahrzehnte
Mitte der 1870er Jahre wurde der Bahnhof Kapsweyer in Betrieb genommen; er war seinerzeit entlang der Strecke der südlichste Bahnhof innerhalb der bayerischen Rheinpfalz.
Anfang des 20. Jahrhunderts erhielt der Bahnhof wie alle in der Pfalz Bahnsteigsperren. Während dieser Zeit wurde der Bahnhof von der Betriebs- und Bauinspektion Landau verwaltet und gehörte zum Zuständigkeitsbereich der Bahnmeisterei Winden.
Nach dem Ersten Weltkrieg war der Bahnhof durch die Rückgabe von Weißenburg beziehungsweise Wissembourg nach Frankreich entlang der Strecke die letzte Betriebsstelle innerhalb des Deutschen Reichs. Fortan fanden in ihm Zollkontrollen für Handgepäck statt. 1922 wurde der Bahnhof der neu gegründeten Reichsbahndirektion Ludwigshafen zugeordnet. Ein Jahr später wurden die am Bahnhof beschäftigten Eisenbahner im Zuge des von Frankreich durchgeführten, bis 1924 dauernden Regiebetriebs ausgewiesen. Danach kehrten sie zurück. Im Zuge deren schrittweisen Auflösung der Reichsbahndirektion Ludwigshafen wechselte der Bahnhof zum 1. Februar 1937 in den Zuständigkeitsbereich der Mainzer Direktion und des Betriebsamtes (RBA) Neustadt.

### Zweiter Weltkrieg und Folgezeit
In den Jahren 1944 und 1945 wurde der Bahnhof bei den Kampfhandlungen des Zweiten Weltkrieges in Mitleidenschaft gezogen, was bis in die Folgejahrzehnte Spuren hinterließ. Trotz der Demontage des zweiten Gleises zwischen Winden und Wissembourg blieben die Gleisanlagen aufgrund seiner Funktion als Grenzbahnhof erhalten. Die Deutsche Bundesbahn gliederte den Bahnhof nach dem Zweiten Weltkrieg in die Bundesbahndirektion Mainz ein, der sie sämtliche Bahnstrecken innerhalb des neu geschaffenen Bundeslandes Rheinland-Pfalz zuteilte. 1949 wurde der Personenverkehr reaktiviert.
1967 gab die DB bekannt, das Empfangsgebäude abreißen zu wollen. Obwohl die Gemeinde sich darum bemühte, das gesamte Bahnhofsgelände zu kaufen und dafür entsprechend 40.000 DM, die den Kosten für die Demontage entsprachen, zahlen wollte, wurde das Gebäude ein Jahr später mit den übrigen Bauten abgerissen, nachdem die Bahn zum 26. Mai 1968 das Personal abgezogen hatte. 1971 gelangte die Station im Zuge der Auflösung der Bundesbahndirektion Mainz in den Zuständigkeitsbereich der Bundesbahndirektion Karlsruhe. Zur selben Zeit wurden die Bahnsteigsperren aufgehoben. 1975 folgte die Einstellung des Personenverkehrs. Mit der Bahnreform ging der Bahnhof am 1. Januar 1994 in das Eigentum der Deutschen Bahn über.
Am 1. März 1997 wurde der Personenverkehr auf dem Streckenabschnitt Winden–Wissembourg wieder aufgenommen; seither ist Kapsweyer ausschließlich ein Haltepunkt. Außerdem wurde er Bestandteil des Verkehrsverbundes Rhein-Neckar (VRN). Ebenso wird der Tarif des Karlsruher Verkehrsverbundes (KVV) anerkannt.

## Bauwerke
Der Bahnhof erhielt ein vergleichsweise großes Empfangsgebäude, das 1968 abgerissen wurde. Nach dem Ersten Weltkrieg erhielt er einen Güterschuppen und ein Zollgebäude, da er durch die Rückgabe von Weißenburg beziehungsweise Wissembourg nach Frankreich entlang der Strecke der letzte Bahnhof innerhalb des Deutschen Reichs war.

## Verkehr

### Personenverkehr
Im Fahrplan des Jahres 1897 gab es im Nahverkehr Züge, die lediglich Teilabschnitte der Maxbahn wie Landau–Weißenburg bedienten. Anfang der 1920er wies der Nahverkehr sechs Zugpaare zwischen Neustadt und Wissembourg (Weißenburg) auf. Während des französischen Regiebetriebs, der am 7. März 1923 begann, existierten durchgängige Nahverkehrsverbindungen von Wissembourg bis Wiesbaden mit Halt an jedem Unterwegsbahnhof. Der Regiebetrieb dauerte bis Anfang 1924. Das Kursbuch von 1929/1930 weist darüber hinaus Verbindungen auf, die sich auf den Abschnitt Winden–Kapsweyer beschränkten. Züge, die über Winden hinausgingen, gab es aufgrund der zunehmenden Verlagerung der Verkehrsströme in der Folgezeit kaum. Nach der Wiederinbetriebnahme des Personenverkehrs im Jahr 1949 war im Nahverkehr in den Folgejahrzehnten bis auf wenige Ausnahmen in die nördliche Richtung ein Umstieg in Landau erforderlich. Unmittelbar nach der Reaktivierung beschränkte sich der Personenverkehr auf die Relation Winden–Wissembourg. In den Folgejahren wurden die Züge bis Neustadt durchgebunden, wobei sie zwischen Winden und Landau ohne Zwischenhalt durchfahren. Stündlich verkehrt pro Richtung ein Zug. Darüber hinaus ist Kapsweyer Halt mehrerer an Sonn- und Feiertagen von Mai bis Oktober verkehrender Züge wie dem Elsass-Express (Mainz–Wissembourg), dem Weinstraßen-Express (Koblenz–Wissembourg) und dem Strasbourg-Express (Neustadt–Strasbourg).

### Güterverkehr
Neben Kapsweyer war der Bahnhof im Güterverkehr ebenso für die Nachbardörfer Rechtenbach, Schweigen und Schweighofen zuständig. Seine Bedeutung im Güterverkehr wurde vor allem durch landwirtschaftliche Produkte – vor allem Zuckerrüben –, Landhandel und Stückgut getragen. Eine gewisse Bedeutung hatte ebenso die Verladung von Holz. Anfang des 20. Jahrhunderts bedienten Güterzüge der Relationen Neustadt–Weißenburg den Bahnhof. Nach 1945 siedelte sich am Verladegleis ein Unternehmen an, das Baustoffe herstellte. Am 30. Mai 1976 wurden sämtliche Bahnhöfe außerhalb von Eisenbahnknotenpunkten als eigenständige Gütertarifpunkte geschlossen, wovon auch der Bahnhof Kapsweyer betroffen war. Fortan bedienten Übergabezüge den Bahnhof, der ab dieser Zeit als Satellit des Landauer Hauptbahnhofs fungierte. Um 1990 kam der Güterverkehr komplett zum Erliegen.